# Resolució 915 del Consell de Seguretat de les Nacions Unides
La Resolució 915 del Consell de Seguretat de les Nacions Unides fou adoptada per unanimitat el 4 de maig de 1994. Després de reafirmar la Resolució 910 (1994), el Consell, basant-se en una recomanació del Secretari General Boutros Boutros-Ghali, va establir el Grup d'Observadors de la Franja Aouzou de les Nacions Unides (UNASOG) per supervisar la retirada de les forces de Líbia de la franja d'Aouzou després d'un dictamen de la Cort Internacional de Justícia que la franja formava part del territori del Txad.
El Consell va assenyalar que un acord signat a Sirte, Líbia, entre els dos països preveia una presència de les Nacions Unides per fer un seguiment de la retirada de Líbia, tot anunciant la seva intenció de promoure relacions pacífiques entre ambdues parts.
Es va decidir que la UNASOG s'establís per un sol període de fins a quaranta dies, a partir de l'aprovació de la present resolució. Estaria format per nou observadors de les Nacions Unides i sis membres del personal de suport per observar la implementació de l'acord. Es va instar la cooperació d'ambdues parts amb el Secretari General Boutros Boutros-Ghali, i en particular concedir-la llibertat de moviment.
El Consell també va reconèixer que la UNASOG hauria de viatjar a Líbia per via aèria i això requeriria una exempció de les sancions internacionals incloses al país i, en particular, les disposicions de la resolució 748 (1992). Actuant amb el Capítol VII de la Carta de les Nacions Unides, el Consell va decidir que les disposicions no s'aplicaran a la missió de la UNASOG, demanant al Secretari General que informés al Comitè establert en la Resolució 748 dels vols efectuats i que mantingués el Consell actualitzat sobre els esdeveniments.